# Dalwhinnie
Dalwhinnie (in gaelico scozzese: Dail Chuinnidh) è un villaggio della Scozia settentrionale, facente parte dell'area di consiglio dell'Highland e del ward di Badenoch and Strathspey e situato nel Glen Truim, lungo il fiume Truim e a ridosso della sponda settentrionale del Loch Ericht. Posto ad un'altitudine di 1.180 piedi (circa 360 metri), è il villaggio più alto delle Highland (sebbene questo primato venga ufficialmente assegnato a Tomintoul).

## Geografia fisica
Dalwhinnie si trova tra Blair Atholl e Newtonmore (rispettivamente a nord-ovest della prima e a sud-ovest della seconda).

## Storia
Agli inizi del XVIII secolo, Dalwhinnie era un centro di snodo per il trasporto del bestiame.
Negli anni venti del XVIII secolo fu costruito a Dalwhinnie un ponte sul fiume Truim in seno ad un progetto di viabilità a scopi militari.
Nel 1863 fu realizzata a Dalwhinnie la stazione ferroviaria e il villaggio divenne un centro per il trasporto ferroviario delle pecore.
Nel 1898, fu aperta a Dalwhinnie la celebre distilleria locale, la prima distilleria scozzese a diventare di proprietà statunitense.